# 沖積舎
株式会社沖積舎（ちゅうせきしゃ）は、本社を東京都千代田区におく文芸書、美術書を中心とした日本の出版社。

## 概要
桃源社版『江戸川乱歩全集』『小栗虫太郎全作品』や『院曲サロメ』（オスカー・ワイルド著、日夏耿之介訳）など、名作・名訳の復刻が有名であり、全句集、全歌集、全詩集の刊行も行っている。在庫調整の為にゾッキ本が神保町古書街に出回ることも多い。2017年、創立45周年を迎えての総目録『沖積舎の45年』（1900余点を収録）が刊行された。
歌人の林あまりは元社員。

### OKIギャラリー
本社にギャラリーを併設しており、俳人や歌人の色紙展などを開催している。

## 主な叢書
- 現代女流自選歌集叢書（全10巻）
- 双書-現代女流短歌
- 現代短歌集成
- 現代短歌セレクション
- 現代女流自選詩人叢書（全10巻）
- 現代詩人セレクション（全10巻）
- ちゅうせき叢書

## 関連文献
- 『沖積舎の43年』（沖積舎、2015年）
- 『沖積舎の50年』（沖積舎、2022年）
- 『沖積舎の50年 増補版』（沖積舎、2023年）